# Enes Crnovič
Enes Crnovič, slovenski hokejist, * 7. julij 1967, Jesenice.
Crnovič je bil dolgoletni član kluba HK Acroni Jesenice. Leta 1994 je bil član slovenske reprezentance v hokeju na ledu.

## Pregled kariere
Odebeljeno - reprezentančni nastopi, glej tudi Statistika pri hokeju na ledu.
| Moštvo           | Liga                 | Sezona |    | Redni del | Redni del | Redni del | Redni del | Redni del | Redni del |   | Končnica | Končnica | Končnica | Končnica | Končnica | Končnica |
| ---------------- | -------------------- | ------ | -- | --------- | --------- | --------- | --------- | --------- | --------- | - | -------- | -------- | -------- | -------- | -------- | -------- |
| Moštvo           | Liga                 | Sezona | OT | G         | P         | T         | +/-       | KM        | OT        | G | P        | T        | +/-      | KM       |          |          |
| HK Kranjska Gora | Jugoslovanska liga   | 85/86  |    |           |           |           |           |           |           |   |          |          |          |          |          |          |
| HK Kranjska Gora | Jugoslovanska liga   | 86/87  |    |           |           |           |           |           |           |   |          |          |          |          |          |          |
| HK Kranjska Gora | Jugoslovanska liga   | 87/88  |    |           |           |           |           |           |           |   |          |          |          |          |          |          |
| Acroni Jesenice  | Jugoslovanska liga   | 89/90  |    |           |           |           |           |           |           |   |          |          |          |          |          |          |
| Acroni Jesenice  | Jugoslovanska liga   | 90/91  |    |           |           |           |           |           |           |   |          |          |          |          |          |          |
| Acroni Jesenice  | Slovenska liga       | 91/92  |    |           |           |           |           |           |           |   |          |          |          |          |          |          |
| Acroni Jesenice  | Slovenska liga       | 92/93  |    |           |           |           |           |           |           |   |          |          |          |          |          |          |
| Acroni Jesenice  | Slovenska liga       | 94/95  |    |           |           |           |           |           |           |   |          |          |          |          |          |          |
| Slovenija        | Svetovno prvenstvo C | 94     |    | 6         | 1         | 1         | 2         |           | 10        |   |          |          |          |          |          |          |
| HK MK Bled       | Koroška liga         | 05/06  |    |           |           |           |           |           |           |   |          |          |          |          |          |          |
| HK MK Bled       | Slovenska liga       | 07/08  |    | 23        | 12        | 6         | 18        |           | 34        |   | 2        | 0        | 0        | 0        |          | 2        |
| Skupaj           |                      |        |    | 29        | 13        | 7         | 20        |           | 44        |   | 2        | 0        | 0        | 0        |          | 2        |